# Georgi Pačedžiev
Georgi Pačedžiev, detto Čuguna (traslitterazione anglosassone Georgi Pachedzhiev, in bulgaro Георги Пачеджиев "Чугуна"?; 1º marzo 1916 – 12 aprile 2005), è stato un allenatore di calcio e calciatore bulgaro, di ruolo centrocampista.
Fu capocannoniere del campionato bulgaro di calcio nella stagione 1938-1939 con 14 reti e commissario tecnico nella nazionale ai mondiali del 1962.
Morì nel 2005 a 89 anni.

## Palmarès

### Allenatore

#### Competizioni nazionali
- Coppa di Bulgaria: 2

Levski Sofia: 1957, 1958-1959